# Хліб, золото, наган
«Хліб, золото, наган» (рос. «Хлеб, золото, наган») — радянський художній фільм 1980 року, знятий режисером Самвелом Гаспаровим.

## Сюжет
Росія часів Громадянської війни. Співробітниця дитбудинку, інтелігентна дівчина Оля, і червонофлотець Саша везуть три мішки зерна для дітей з дитбудинку. Коли на місто Городок нападають білі, Олі та Саші доводиться рятуватися втечею. Разом з ними ховаються чекіст Горбач (Володимир Борисов) і начальник залізничної станції Зайцев (Олег Корчиков). Зайцев випадково стає володарем валізи з конфіскованим золотом, але приховує це від своїх товаришів. Всі разом вони переживають безліч пригод, рятуючись від білих і бандитів.

## У ролях
- Володимир Борисов —  чекіст Горбач Володимир Іванович
- Ольга Гаспарова —  вихователька дитячого будинку Ольга Соколова
- Юрій Григор'єв —  матрос Саша (Олександр Євгенович Андронов)
- Олег Корчиков —  начальник станції Зайцев Степан Гнатович
- Едуард Марцевич —  ватажок банди, Аркадій Миколайович Мєзєнцев
- Елгуджа Бурдулі —  Пашка-циган

## Знімальна група
- Сценарист: Роберт Святополк-Мирський
- Режисер:  Самвел Гаспаров
- Оператори:  Олександр Мачильський,  В'ячеслав Єгоров
- Художники:  Олександр Вагічев,  Фелікс Ростоцький
- Композитор: Олексій Зубов